# STARBOAT
『STARBOAT』（スターボート）は、セガが2011年10月に全国発売した競艇をモチーフにしたマスメダルゲーム機である。
過去、同社は競艇を題材にした機種を2種類発売しているが、今作はSTARHORSEシリーズ同様、トラック上をフィギュアが動くものではなく、完全にCGで表現している。舞台となるレース場は、平和島競艇場・住之江競艇場・大村競艇場の3ヶ所で行われる、実際のレースをローテーションで行われる。
また、プレイ方式もベットゲームだけでなく育成ゲームも同時に遊べる。メダルバンク設置店は連動可能。育成ゲームをプレイする場合、Aimeカード・またはFeliCa対応のケータイにてデータの保存を行う。実況は内田和男が担当。
2013年1月より都内で行われたロケテストを経て、同年7月24日より第2弾『STARBOAT PROGRESS』（ - プログレス）が稼働開始した。
部品調達難に伴い、2021年2月26日を以って修理サポートが終了した。

## 概要
この機種は日本モーターボート競走会協力の下、現役選手が出場する。また、ある条件を満たすと週刊少年サンデーで連載されていた漫画『モンキーターン 』の波多野憲二を始めとする3名が登場する。
育成ゲームを開始する場合、上記のカード・またはケータイをかざし筐体に登録する（その際、手数料としてメダル40枚が発生する）。1つのIDにつき、最大2人のレーサーを育成可能。
名前（漢字使用可）・性別・顔の輪郭・目の色・髪型等を選び、レーサーを登録しやまと学校での訓練を経て、B2クラスのレーサーとしてデビューする。その後、毎週「訓練」・「ドリンクを飲む」・「ペラを叩く」の行動をしていき自らの能力UPやコンディションを整えていく。「休養」を選ぶと能力･コンディションの現状維持をしつつ残週が減らない（スタート時は300週）。ベットゲームである条件を満たすとスペシャル訓練として著しい能力UPを見込める「モンキーターン」か「講習会参加」のいずれかを選択できる。
レースは出場できるクラスが決まっており、以下のような対応となっている。
- GIII→B2以上
- GI→A2以上（A1はドリーム戦にも登録可）
- SG→A2以上・一部招待制（STARHORSEシリーズのWBCと同様）
- 賞金王→招待制

また、フライングをしてしまうと、レース確定後にその艇絡みのベットは全て返還され、フライングをした選手はしばらくの間レース登録が出来ず、出場しても必ず6号艇での出走となる。
この機種もSTARHORSEシリーズ同様、ウィニングラリーが存在し任意のレース・ライバルレーサー出場のレースで1着になると勝利マークが付き、当該グレード・レーサーをコンプリートするとメダルが貰え、完全制覇すれば3000枚受け取れる。
ベットゲームについては、概ねSTARHORSE2の賭式を受け継いでいる。ベットインターフェイスも艇毎（単勝･2連複/単･3連単･ライド【単勝･複勝】）・全通り（3連単）・ボックス（2連複/単･3連単）の中から選択可能。
- 単勝（1着になる艇を予想）
- 2連複（1=2着になる艇を予想）
- 2連単（1→2着になる艇を予想）
- 3連単（1→2→3着になる艇を予想）
- サイド（2着までに入線すれば配当がある、当該レースのみその艇のオーナーになれる。自分のレーサーを含め、最大2艇までサイド可能。倍率は×0.5〜10まで）
- ライド（前レースで当たった配当を全て･若しくは半分、任意の艇に賭けられる。メイクライドも採用）

STARHORSE2との違いはサイド･ライドとも配当の対象が2着までということと、ライドをする場合（単艇・メイク含め）1通りしか賭けられないという点（但し、複勝ライドにすれば2点賭けも可能）。
レース開始後メインモニター上の大時計が回転し始め、最後まで回りきると、ダブルチャンスに突入する。ダブルチャンスで抽選された賭式・または全賭式の配当が2倍になる。

## STARBOAT PROGRESS
2013年7月24日より全国版稼働開始。主な変更点としては以下のとおりである。
- レース場にボートレース発祥の地と呼ばれる大村競艇場が加わる。
  - またこのゲームのみの架空のレース「長崎カステラカップ」が同場で開催。
- 三冠プログレッシブボーナスを搭載（デビューから50週のうちに新鋭王座→それから10週以内に全日本選手権→それから10週以内に賞金王決定戦を順番に制すると

ジャックポット発生。理論上の最高値は99,999枚）。
- 『モンキーターン』からの参戦選手として榎木祐介・潮崎俊也をはじめ、多数追加（ウイニングラリー対象メンバーは前述の榎木・潮崎）。
- GI・SGの新規登録レースとして「新鋭王者決定戦」「海の王者決定戦」「モーターボート記念」を追加。
- STARBOAT.NETの開始（同社のSTARHORSE.NETと同様、ネット連動で専用アイテムや他プレイヤーの状況等を確認が可能）しかし、2016年3月を以て全てのサービスを終了。
- 中澤宏奈や大原由子など、新規レーサーが多数登録。
- 女性レーサーの背景・顔写真が一新。
- サイドや所属のレーサーが出場した場合、3着も配当の対象になった（但し、ライドは前作同様・対象は2着まで）。
- ダブルチャンスの項目に〝サイド〝も加わった。